# Carex utriculata
Carex utriculata — вид рослин з родини осокових (Cyperaceae), поширений у Північній Америці, помірній Азії, центральній і північній частині східної Європи.

## Опис
Рослини колоніальні; кореневища довгі. Стебла трикутні в поперечному перерізі, 25–100 см, гладкі або дещо шершаві дистально. Листя: прикореневі піхви бурі або злегка з рожево-червоним відтінком, губчасто-потовщені; лігули у довжину такі ж як у ширину; листові пластини від блідих до середньо зелених, від плоских до широко V-подібної форми, найширше листя 4.5–12(15) мм завширшки, голе. Суцвіття 10–40(50) см. Сім'янки коричневі, симетричні, не увігнуті, трикутні, гладкі.

## Поширення
Поширений у Канаді, США, північній Мексиці, центральній і північній частині східної Європи (відсутній в Україні), помірній Азії від Казахстану до Японії й Далекого Сходу Росії. Населяє відкриті болота, вологі зарості, осокові луки, болота і водойми, а також струмки, ставки та озера.

## Використання
Серцевину стебла можна їсти сирою або вареною, а основи коренів і стебел їсти вареними. Carex utriculata та C. rostrata успішно використовуються у програмах відновлення та створення водно-болотних угідь. Повідомляється, що вид терпимий до витоптування та забруднення важкими металами.

## Охорона
Вид має природоохоронний статус (і, відповідно, захист) у деяких штатах США й Канади. Вид, можливо, знищений у штаті Делавер.